# Melitta Bentz
Amalie Auguste Melitta Bentz (Dresde, 31 de enero de 1873 - Holzhausen, 29 de junio de 1950), nacida Amalie Auguste Melitta Liebscher, fue una inventora y emprendedora alemana, que desarrolló el filtro de café en 1908.

## Biografía
Bentz nació en Dresde, hija de un editor.
Siendo ama de casa, Bentz descubrió que los percoladores solían quedarse cortos a la hora de filtrar el café, dejando restos en la bebida y las bolsas de lino eran difíciles de limpiar. Probando diversas alternativas, terminó usando papel secante del libro de ejercicios escolares de su hijo Willi y un tarro de latón perforado utilizando una uña. Al obtener un café libre de impureza y de sabor menos amargo que obtuvo gran éxito, decidió montar un negocio dedicado a ello.
El Kaiserliche Patentamt (Oficina de Patente Imperial) le concedió una patente el 20 de junio de 1908 y el 15 de diciembre la compañía fue matriculada en el registro comercial con 73 Pfennig bajo el nombre "M. Bentz". Después de contratar un estañista para fabricar los dispositivos,  vendieron 1.200 filtros de café en la Feria de Leipzig de 1909.
Su marido Hugo y sus hijos Horst y Willi estuvieron entre los primeros empleados de la compañía. En 1910, la compañía ganó una medalla de oro en la Exposición Internacional de Higiene y una medalla de plata de la Asociación de Hosteleros Sajones. Tras el estallido de la Primera Guerra Mundial, se requisó el material para su uso en la construcción de zepelines, su marido fue conscripto y destinado a Rumanía, el papel fue racionado y la importación de café se volvió imposible debido al bloqueo británico, interrumpiéndose el negocio. Durante este tiempo sobrevivió vendiendo cartón.
Retomar el negocio les llevó a trasladarse a Dresde. Para 1928 la demanda de sus productos era tan alta que sus 80 trabajadores tenían que trabajar turnos dobles. Al no poderse encontrar emplazamientos para seguir creciendo allí, se trasladaron en 1929 a Minden en Westfalia oriental. Por aquel entonces la empresa había producido más de 100.000 filtros.
Su hijo Horst tomó el control de la compañía, que pasó a ser "Bentz & Sohn" en 1930. Melitta le cedió la mayoría en Melitta-Werke Aktiengesellschaft a Horst y Willi en 1932 pero se mantuvo en el negocio, velando por sus empleados. Recibieron aguinaldos de Navidad, un aumento de los días de vacaciones de 6 a 15 días por año y una reducción de la semana laboral a 5 días. Bentz creó el “sistema Melitta” de previsión, un fondo social para empleados de compañía.
Después del estallido de Segunda Guerra Mundial, la producción paró de nuevo y la compañía recibió órdenes de colaborar con el esfuerzo bélico. Tras terminar la guerra los trabajadores fueron reubicados en diversas instalaciones improvisadas al convertirse la fábrica en una sede provisional de la administración aliada, uso que mantuvo durante doce años. Para 1948, la producción de filtros y papel fue retomada y a su muerte en Holzhausen en Porta Westfalica en 1950, la compañía había alcanzado los 4,7 millones de marcos alemanes.

## Legado
Los nietos de Melitta Bentz, Thomas y Stephen Bentz, todavía controlan el Grupo Melitta KG, con sede en Minden en el este Renania del Norte-Westfalia, con 3.300 empleados y 50 compañías.